# ラグビーの用具

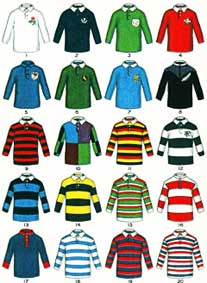
トップのクラブ・国のストライプの図解（「有名なラグビージャージ」1920年代初頭の少年誌より）

ラグビーの用具（ラグビーのようぐ 英: Rugby union equipment）は本来、ラグビーユニオンのユニフォーム（キット）とボールを指す。キットはラグビージャージーとショーツ（Rugby_shorts）、ラグビーソックス（Rugby_socks）、鋲（Cleat）を打った短靴を組み合わせた。道具としてラグビーボールを揃えると用具が整う。

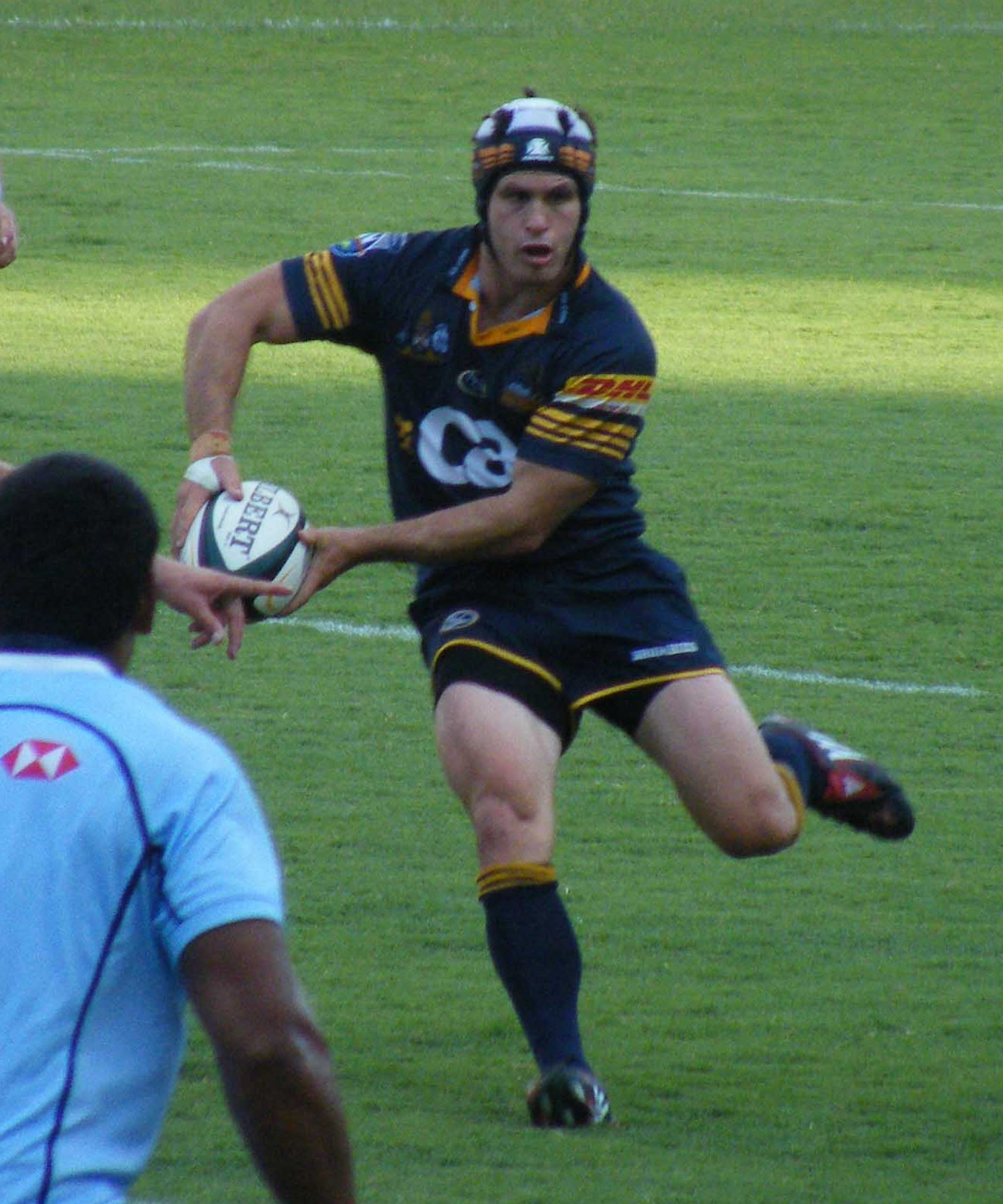
スクラムキャップ（ジーン・フェアバンクス）

頭、肩、鎖骨周囲に「適度なパディング」（Scrum_cap）が認められ、ワールドラグビー標準を満たすには薄くて軽く、押せば凹み力を緩めると復元することが求められる。脳震盪防止と歯が欠けないように、マウスピースの着用が認められる。

## 楕円球
ラグビーで使うボールは楕円球で円球ではない。かつては茶色の牛革で縫い、現代版は合成皮革の防水素材で、製品にはさまざまな色とパターンがある。

## シューズ

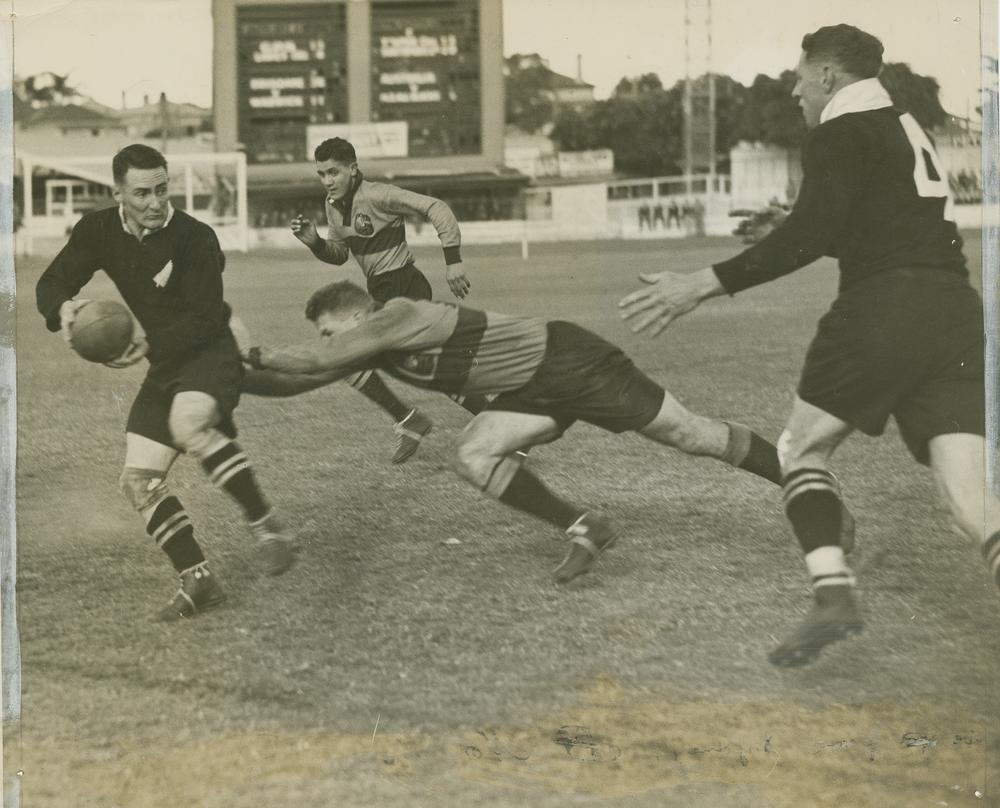
カットのシューズを履いてプレーした時代（1938年）

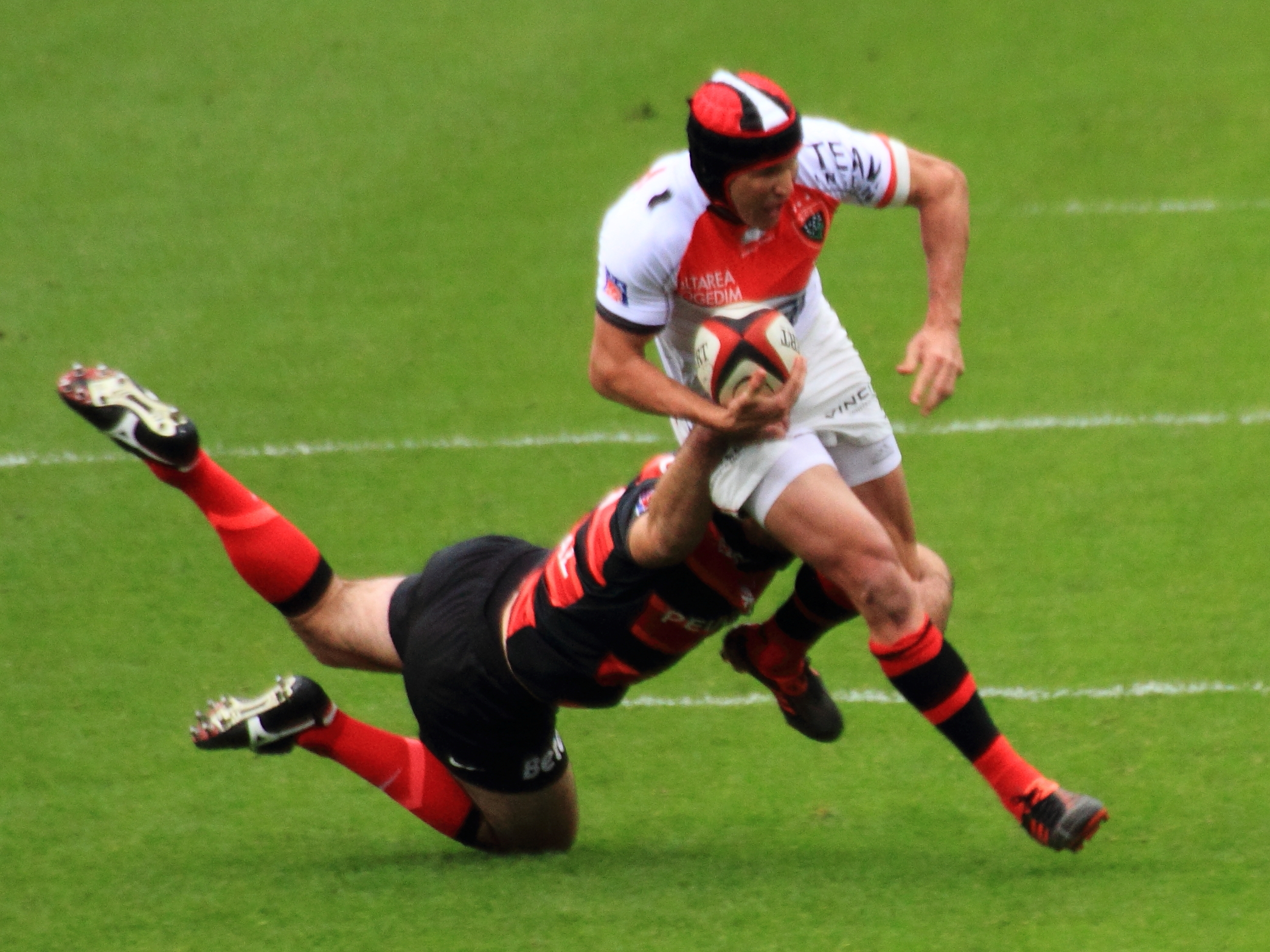
フロリアン・フリッツ（左）のタックルを受けるマット・ギタウ（右）

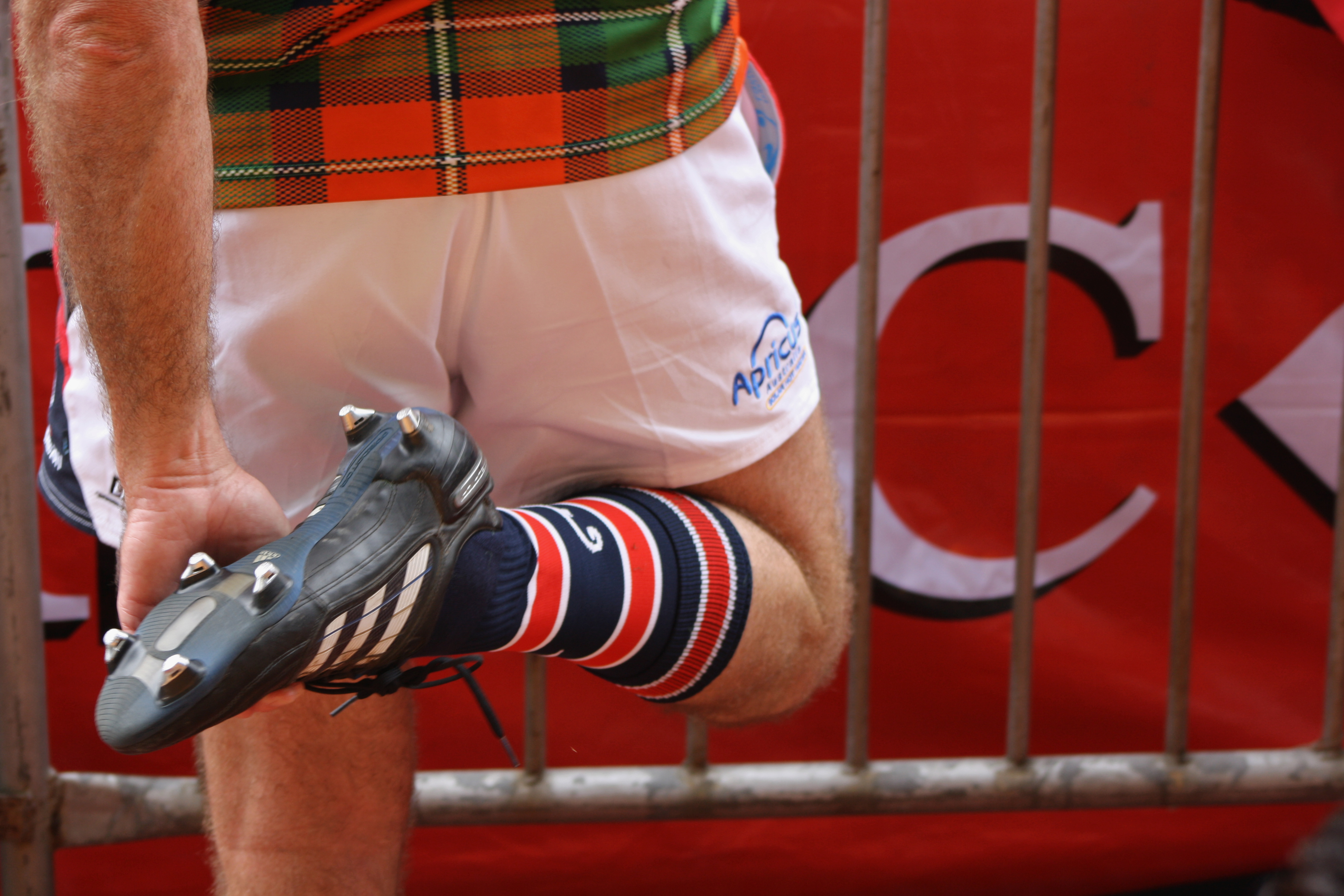
ラグビーシューズのスパイク（6本）

ラグビーシューズは当初、足首の上まで覆うハイカットシューズであった。長年の間に一般的ではなくなり、多くの競技者は足首のすぐ下まで保護する「ミッドカット」を履いている。スポーツの特質に配慮し物理的接触の量を考えると、足首のサポートは適切と見なされてきた。高めのカットには、ノック（ぶつかり）に対して、ある程度の衝撃吸収性が期待された。
現代のラグビー用シューズはむしろサッカーシューズ（Football_boot）との共通点が前面に出ており、足首のサポートが少ないローカットで軽量化と柔軟性が実現している。
安全上の考慮、特にスクラムでは着脱式のスパイクシューズの着用と改良が不可欠である。底鋲（スパイク）の素材はアルミニウムまたは合成樹脂で、ワールドラグビーのレギュレーション12が定める許容寸法と材料の硬度を守る必要がある。バックスの選手には方向転換で適切なグリップを確保できるよう、スパイクシューズが推奨される。
競技者は全員、試合前にレフリーからスパイクに鋭いエッジがないかどうか点検を受ける。レギュレーションと試合前の点検は、スパイクが競技者の肌に触れて裂傷を負わせるリスクを排除するためである。金属製の固定具が摩耗したスパイクは、ゲーム参加前に交換しなければならない。
一般的なスパイクのパターンは8本または6本の2種類ある。8本はスクラムやモールのグリップに備えてタイトフォワード（プロップ、フッカー、2列目）が最も着用する。6本は敏捷性とフィールド内での素早い動きを叶え、バックス（ハーフバックとフルバック）が用い、サッカーで一般的なプラスチック製の「ブレード型」もますます選ばれる傾向にある。

## ゴールポスト
ラグビーでは競技場の両端にH字型のゴールポストを立てる。左右の支柱の間隔は高さ5.6メートル（18フィート）、水平のクロスバーの地面からの高さは3メートル（9.8フィート）である。

## トレーニング機器

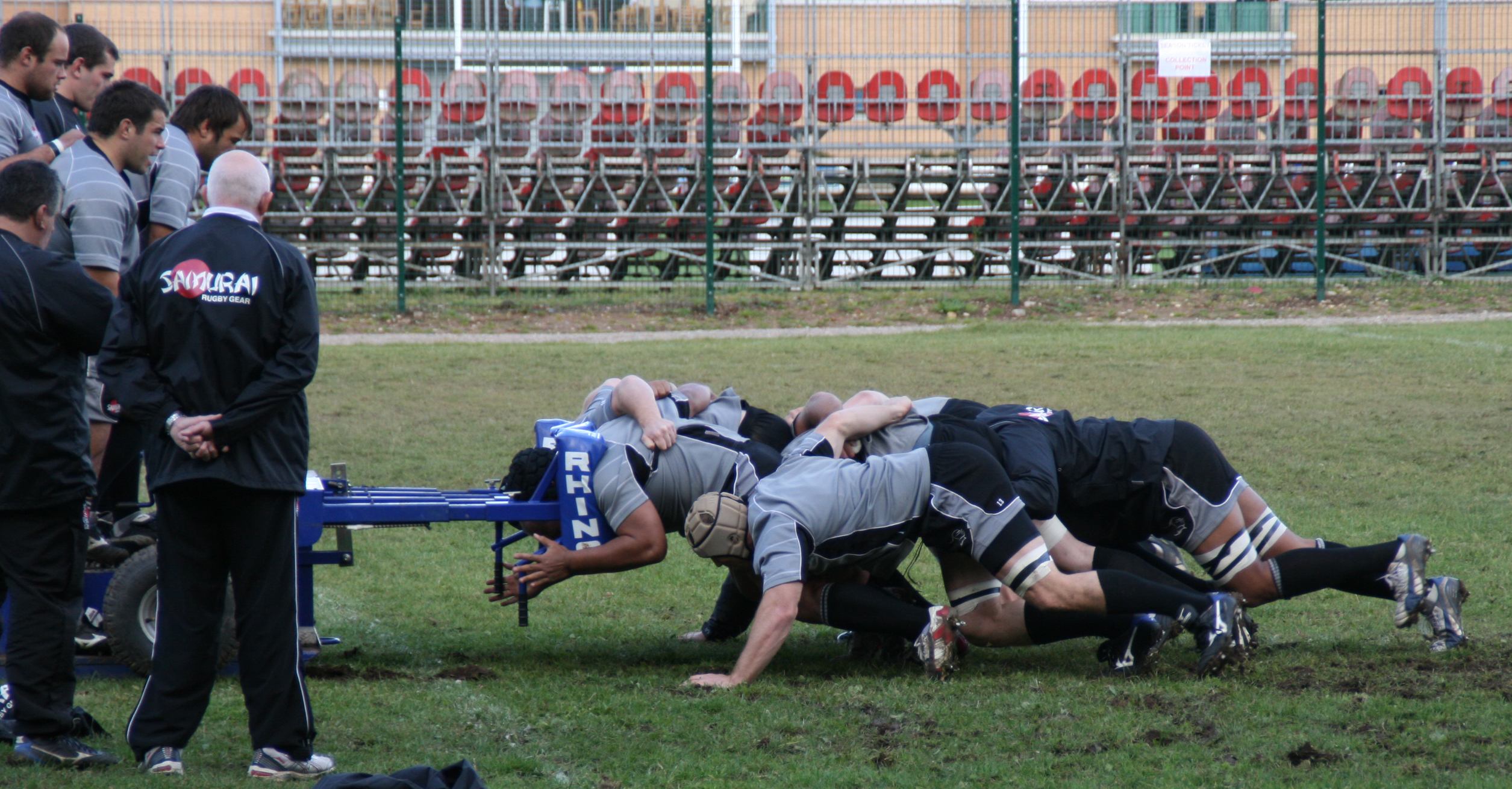
スクラムマシンを使った練習

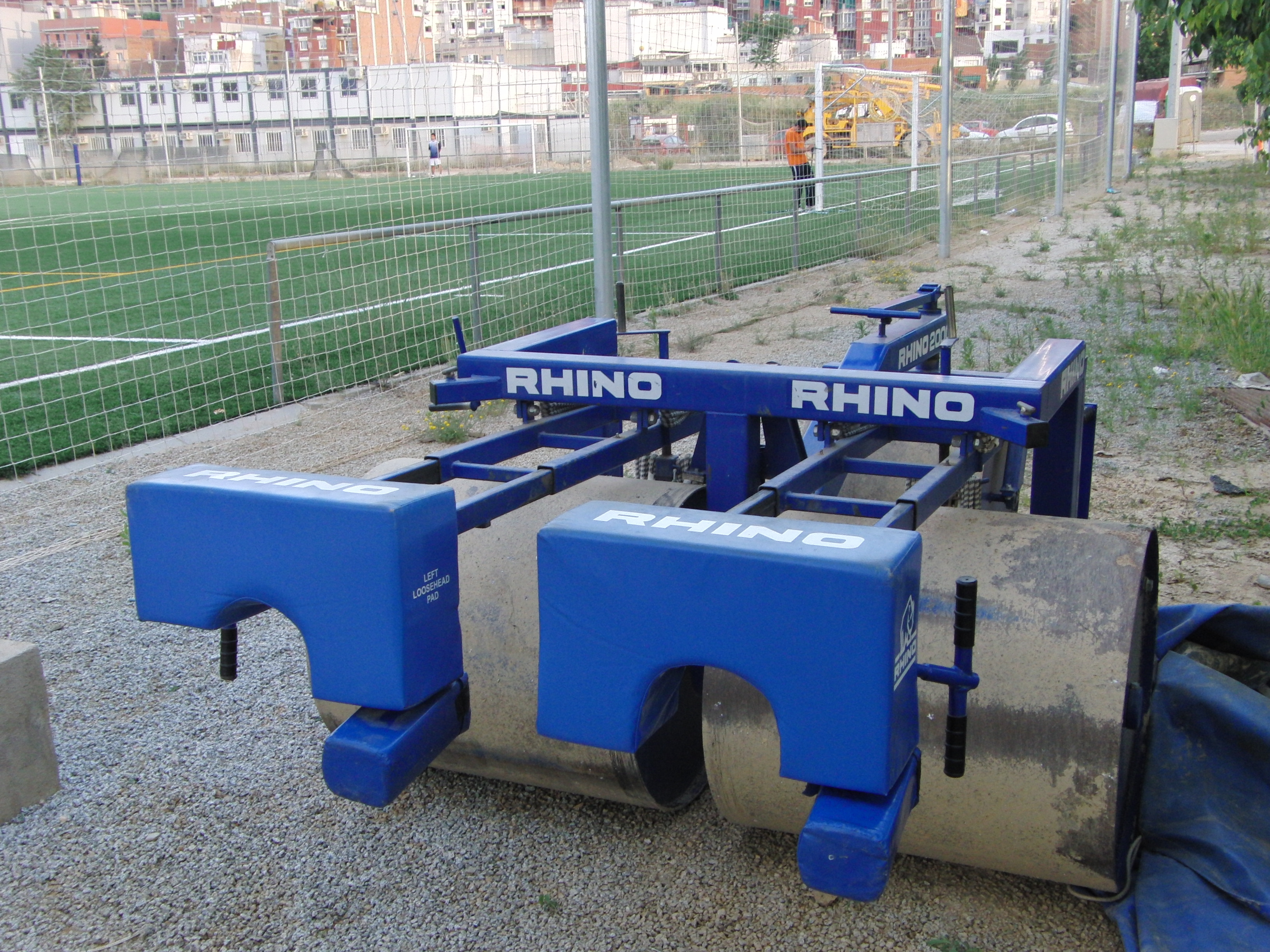
スクラムマシン。ローラー状のおもりが見える。

ラグビーのトレーニングには、次のような特殊な機器を使う。

### タックルバッグ
ラグビーのトレーニングとウォームアップに用いる道具。パッド入りの装置で、ラインを組む相手がいなくても単独練習ができる。2種類の形態があり、「ラッキングシールド」と「タックルバッグ」のうち、前者はコーチまたは仲間の競技者が手で支え、タックル役がぶつかってくる衝撃を吸収する。後者のタックルバッグを地面に立てて他の人が軽く支えると、タックラーはフルタックルを練習できる。

### スクラムマシン
パッド入りで錘（おもり）を取り付けた装置であり、ラグビーのフォワード数名がスクラムとラッキングの練習に使う。体力と技術の向上を目指せる。